# Passerelle de la Moselle
Pour les articles homonymes, voir Moselle.
La passerelle de la Moselle est une passerelle piétonnière du 19e arrondissement de Paris.

## Situation et accès
Elle franchit le bassin de la Villette en son centre, pour relier le quai de la Loire au sud (où elle débute dans l'alignement de la rue de la Moselle) au quai de la Seine au nord (où elle se termine presque dans l'axe du passage de Flandre).

Vues de la passerelle
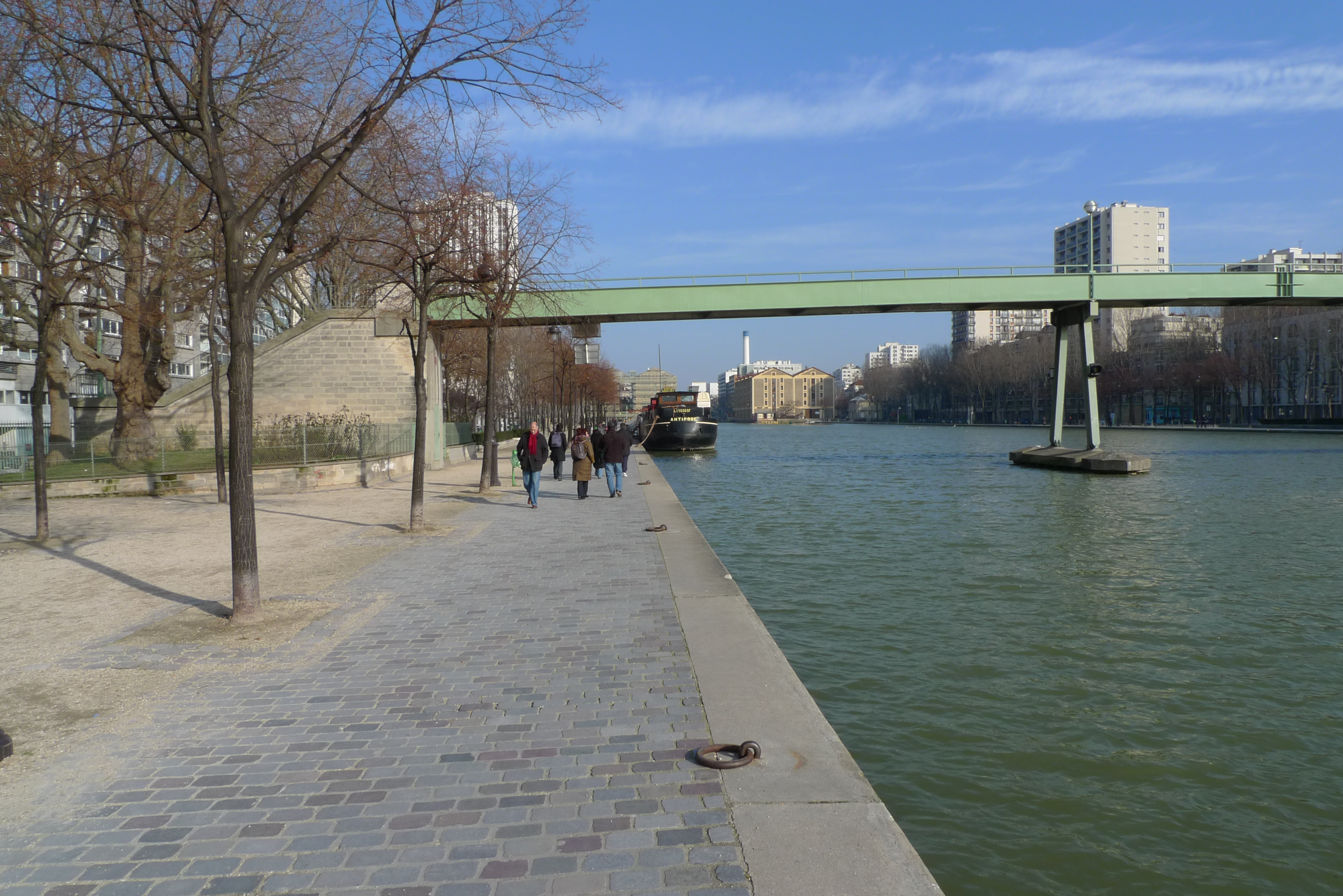
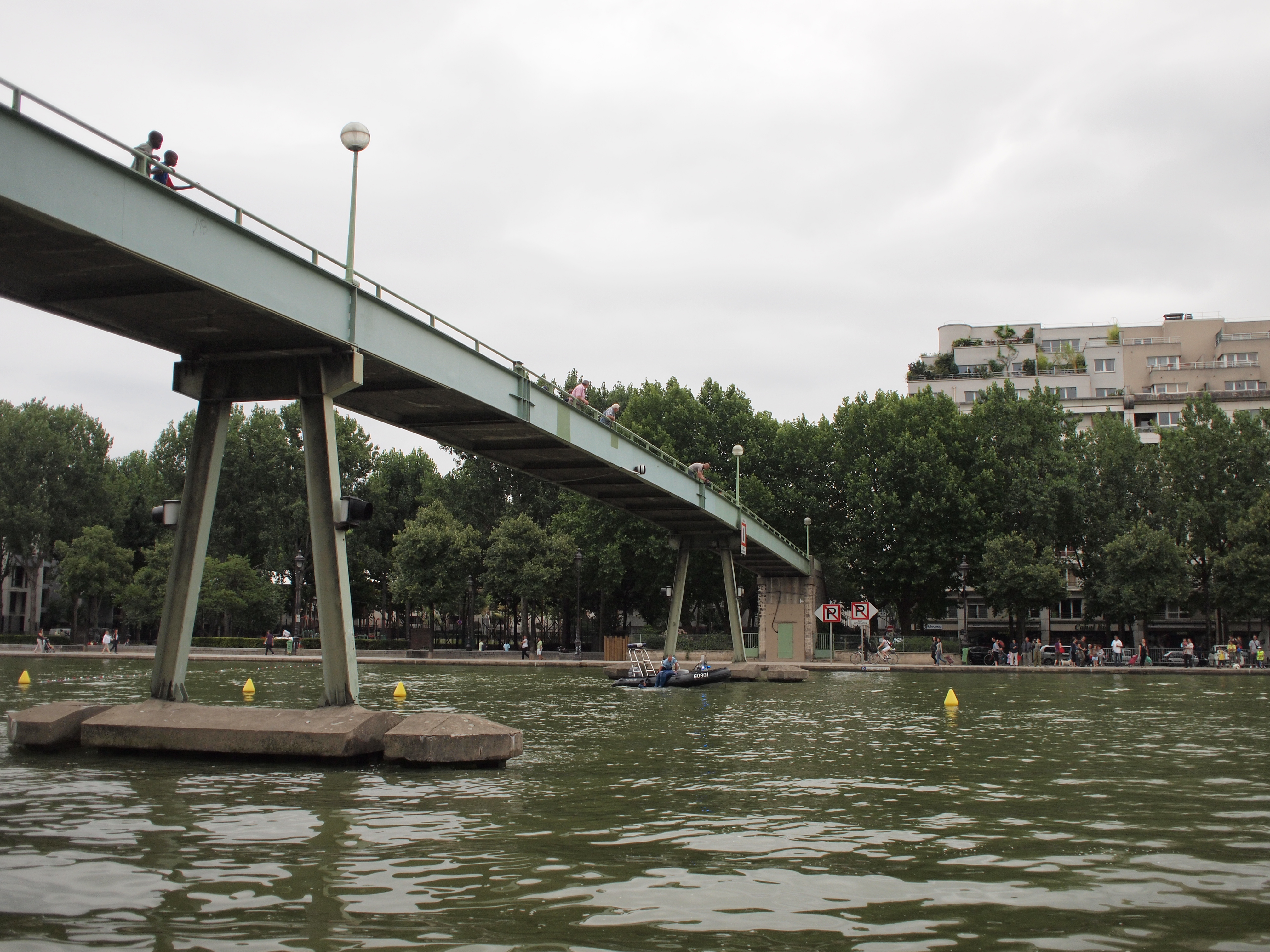
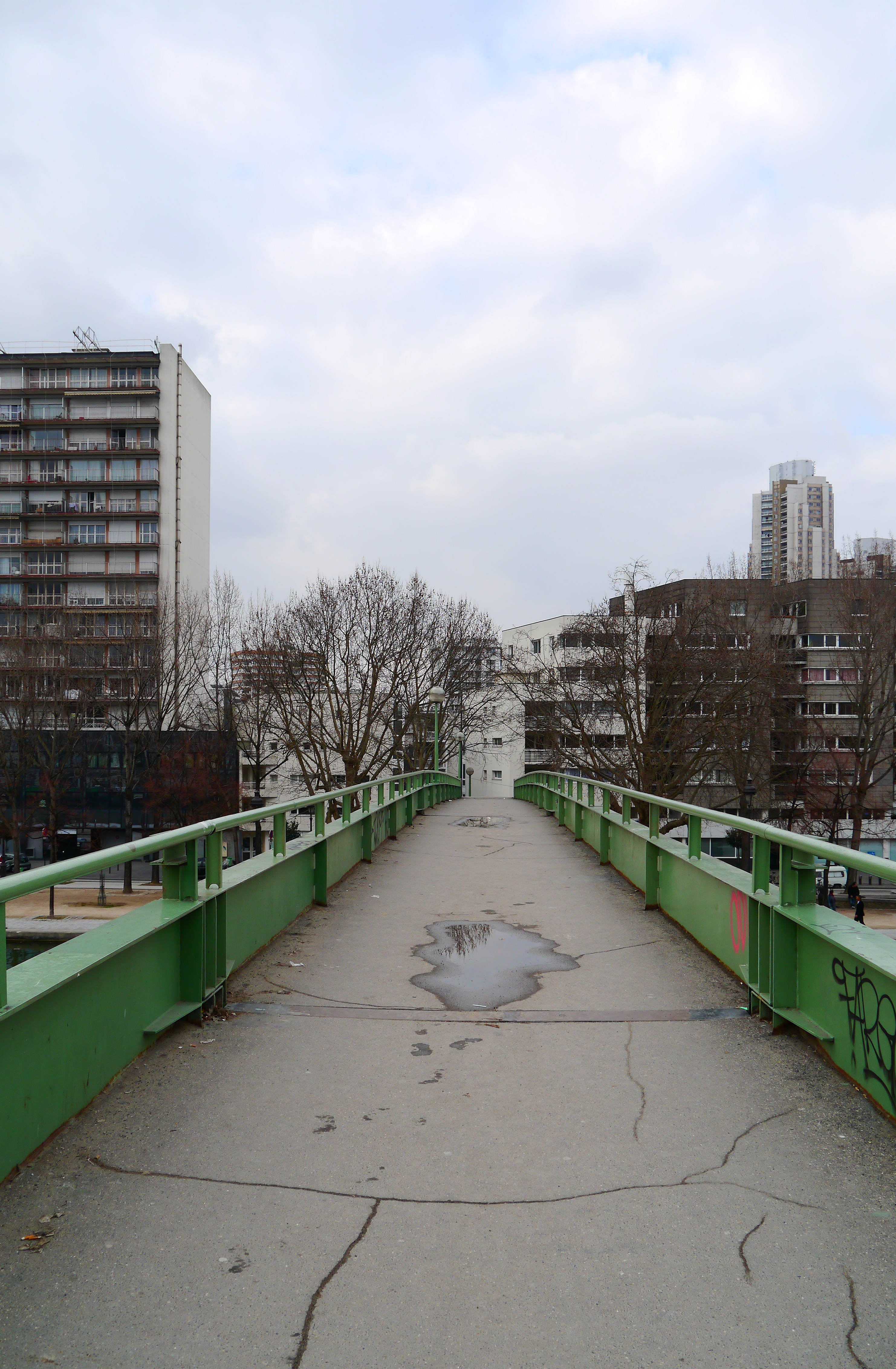

## Origine du nom
Elle porte le nom de la rue qui y conduit.

## Historique
Construite en 1882 par l'ingénieur et entrepreneur Armand Moisant,, elle avait à l'époque une hauteur sous clef de 11,60 mètres pour une portée de 86 mètres en un seul arc, et était ornée d'une horloge de 3 mètres de diamètre. Cet ouvrage, devenu vétuste, a été remplacé en 1966.

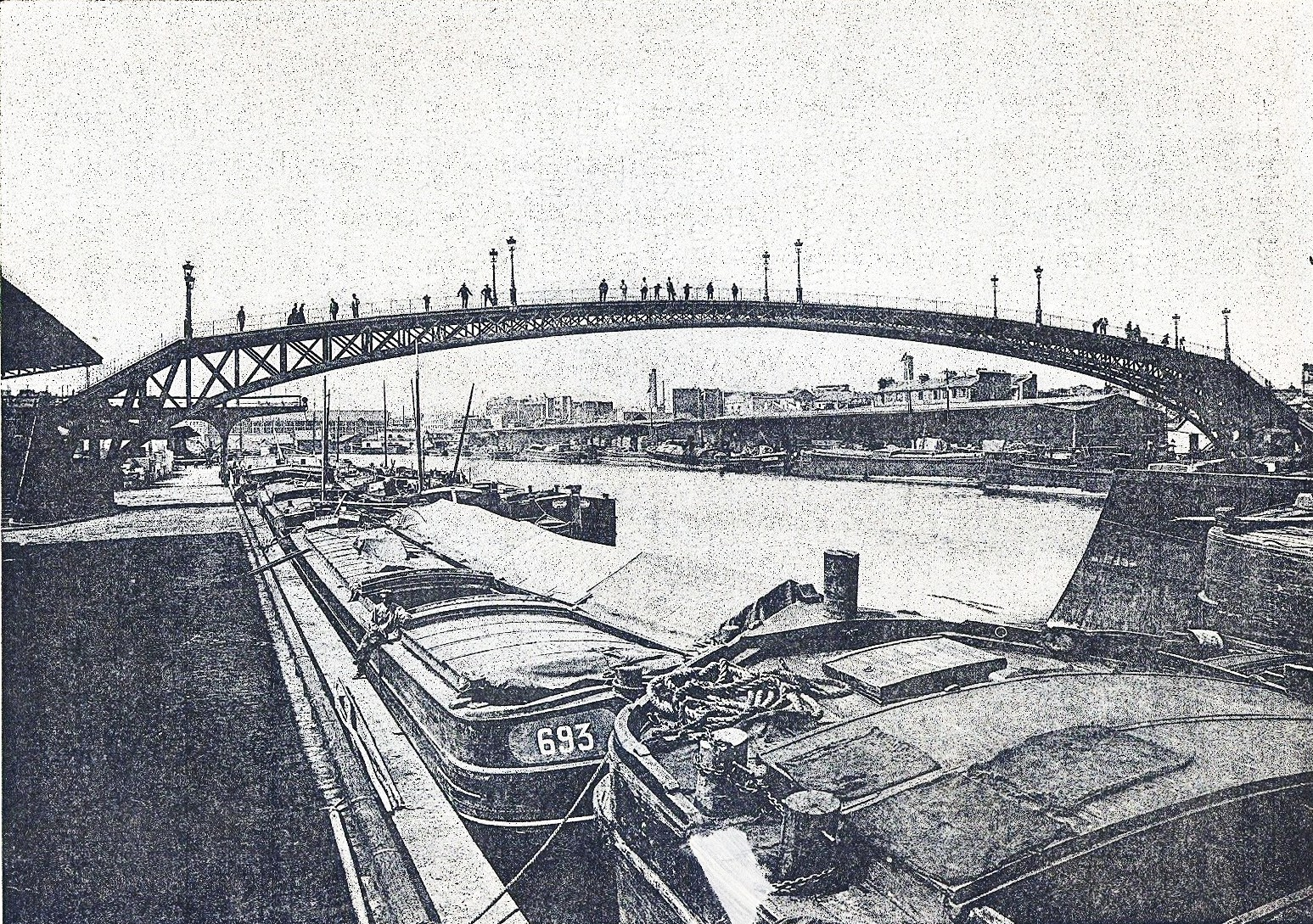
La première passerelle dans les années 1880.
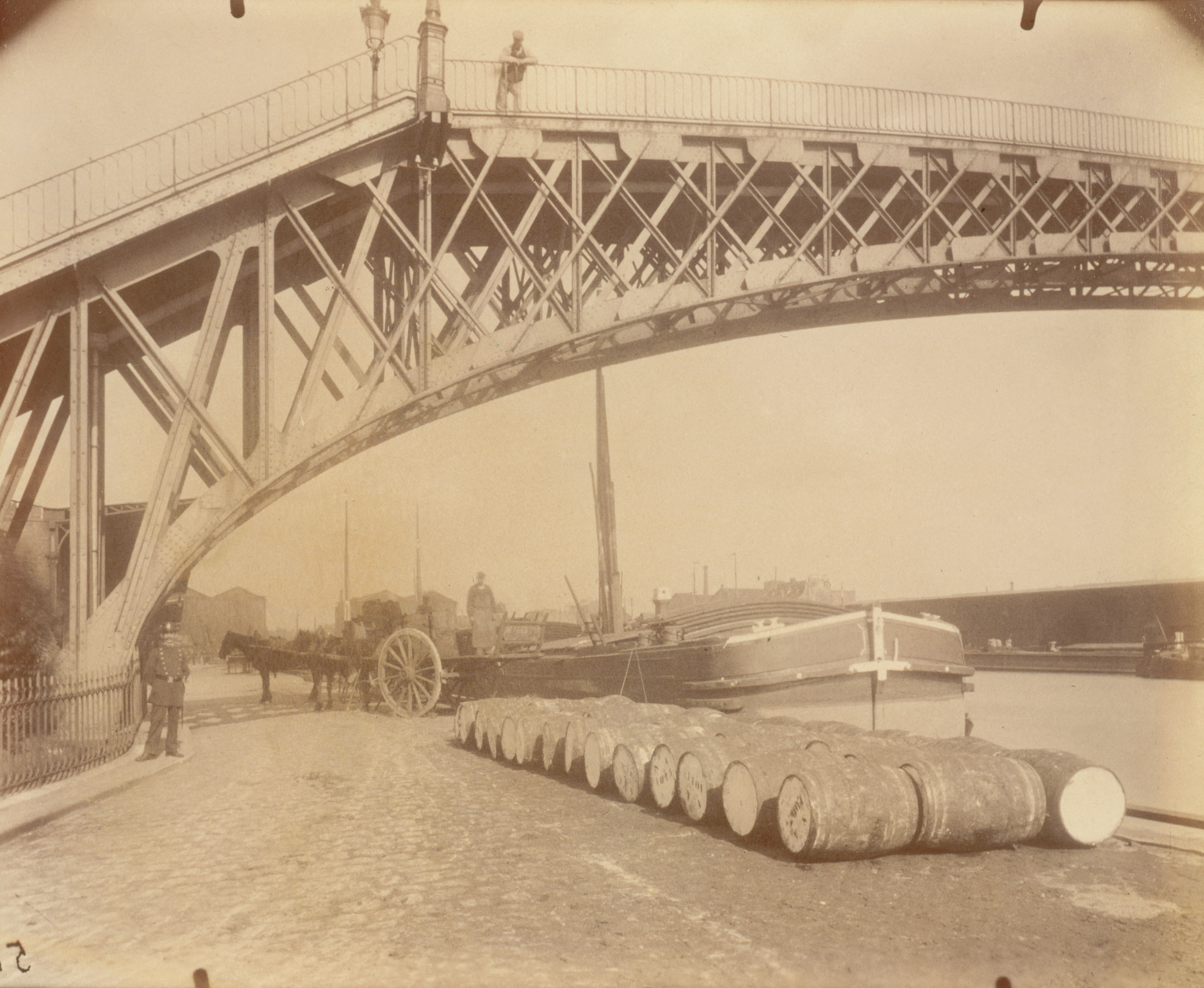
Détail de la première passerelle (Photographie d'Eugène Atget, vers 1905).